# Cianoacetilene
Il cianoacetilene  (chiamato anche cianoetino o propiolonitrile) è una sostanza chimica organica facente parte dei cianopoliini, di cui è il più semplice, avente formula bruta C3HN e formula di struttura H-C≡C-C≡N.

## Proprietà e utilizzi
Grazie ai suoi tripli legami, il cianoacetilene è una molecola ricca di elettroni ed è dunque abbastanza reattiva, soprattutto nelle reazioni di addizione elettrofila. Il cianoetilene può essere utilizzato nella sintesi di sostanze prebiotiche come l'acido aspartico, l'asparagina e la citosina.

## Presenza in natura
Come molti nitrili insaturi, anche il cianoacetilene ha una grande importanza nell'esobiologia. 
Grazie a tecniche spettroscopiche la presenza di cianoacetilene è stata riscontrata nelle nubi interstellari, nella chioma della cometa Hale-Bopp e nell'atmosfera di Titano, il più grande dei satelliti naturali di Saturno, dove a volte forma nubi espanse simili a nebbia e dove si pensa abbia avuto origine, come gli altri idrocarburi lì presenti, nell'alta atmosfera, come risultato di reazioni chimiche che avvengono tra le molecole di metano innescate dalla radiazione ultravioletta proveniente dal Sole. 
Il cianoacetilene è uno dei composti intermedi che sono stati prodotti durante l'esperimento di Miller-Urey, volto a dimostrare che nelle giuste condizioni ambientali alcune molecole organiche si possono formare spontaneamente a partire da sostanze inorganiche più semplici. Per questo oggi il cianoacetilene è utilizzato in numerose simulazioni come componente dell'atmosfera primitiva terrestre.